# Markus Hechtle

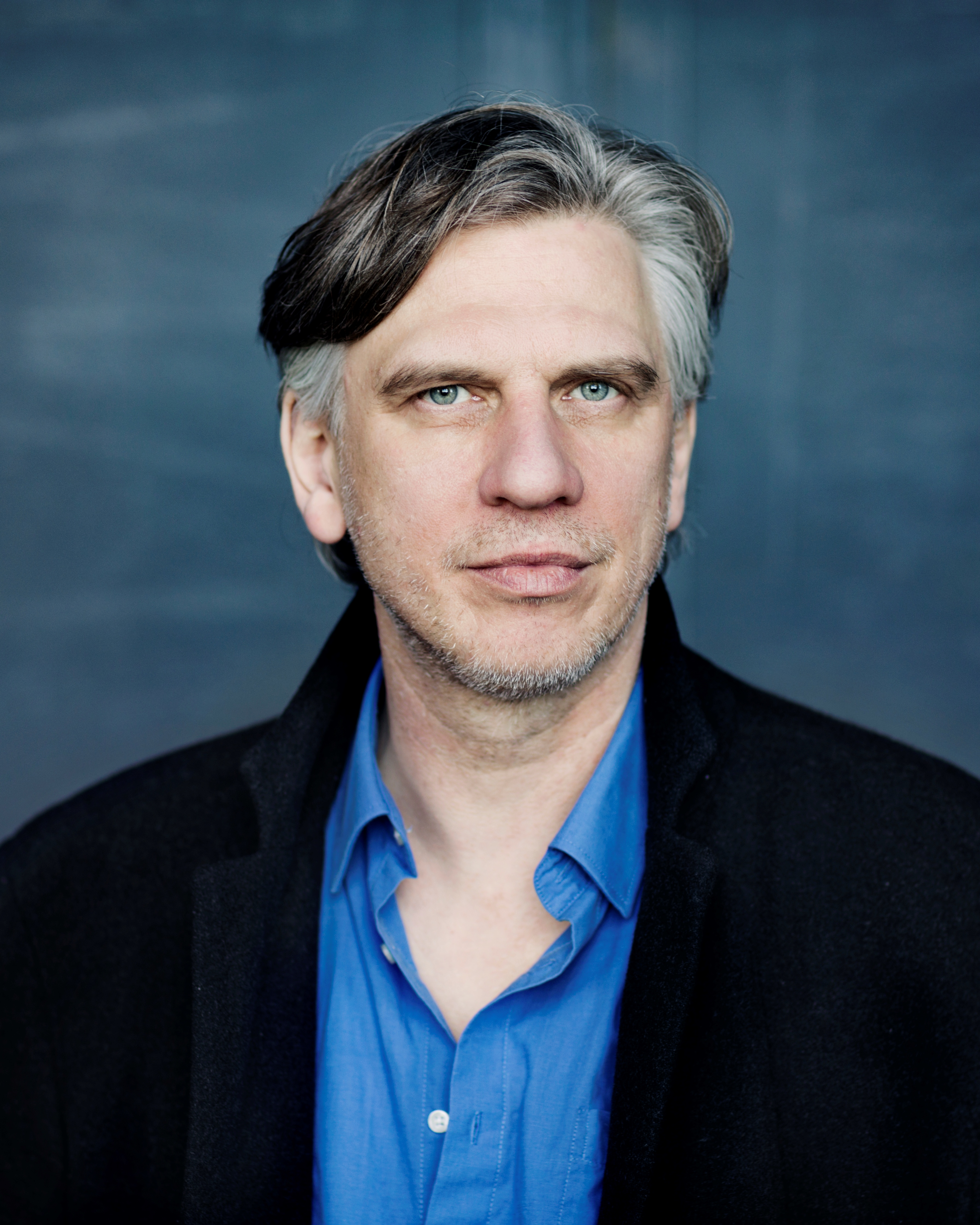
Markus Hechtle (2018)

Markus Hechtle (* 17. Juni 1967 in Karlsruhe) ist ein deutscher Komponist, Autor und Hochschullehrer.

## Leben
Nach Abitur am Kant-Gymnasium Karlsruhe und Zivildienst in der Individuellen Schwerstbehindertenbetreuung studierte Markus Hechtle Komposition bei Wolfgang Rihm an der Hochschule für Musik Karlsruhe. Studien bei Heiner Goebbels, Mathias Spahlinger, Thomas A. Troge und Walter Zimmermann ergänzten seine Ausbildung.
Er arbeitet als freischaffender Komponist mit dem Ensemble Modern, dem Ensemble Intermodulation Budapest, dem Aleph Gitarrenquartett, dem Klangforum Wien, dem Ensemble 13, dem Ensemble SORI/Seoul, dem SWR Sinfonieorchester Baden-Baden und Freiburg, dem Radio-Sinfonieorchester Stuttgart des SWR, der Deutschen Radio Philharmonie Saarbrücken Kaiserslautern, dem Symphonieorchester des Bayerischen Rundfunks, dem Bundesjugendorchester, dem Österreichischen Ensemble für Neue Musik und den Neuen Vocalsolisten Stuttgart. Die musikalische Mitarbeit und das Live-Sampling bei der Theaterproduktion „Max Black“ von Heiner Goebbels führten ihn zwischen 1998 und 2015 zu zahlreichen Gastspielen an Theatern in Europa und Übersee.
Von 2009 bis 2019 unterrichtete Hechtle Komposition an der Hochschule für Musik und Tanz Köln, seit 2013 ist er Professor für Komposition an der Hochschule für Musik Karlsruhe. Markus Hechtle lebt in Karlsruhe.

## Komponist
Das Werk von Markus Hechtle umfasst unterschiedliche Formate und Gattungen, Stücke für Ensemble und Orchester, Klavier-, Gitarren- und Schlagzeugkompositionen sowie Vokalmusik und Musiktheater. Es entzieht sich jeglicher Zuordnung zu einer bestimmten Technik oder „Schule“ zeitgenössischer Musik, wirkt klar, transparent und sinnlich – in der Regel unter Verwendung des klassischen, akustischen Instrumentariums. Dabei sind die Eindringlichkeit und scheinbare Einfachheit seiner Musik das Resultat akribischen Feilens und Weglassens aller überflüssigen Schnörkel oder Effekte: „Den Stift auf das karierte Papier setzen und vorwärts zittern. Die Linie führen und jede unnötige, jede überflüssige Bewegung vermeiden. Warten und dann in einer Bewegung agieren. Keine Angst vor Leere und Verlust. (...) Einfach sein.“
Markus Hechtle kreiert Klang-Essenzen, überrascht immer wieder mit neuen, intimen Klangfarben und führt in Wahrnehmungsräume, die Brüche, Pausen, viel Zeit und auch Stille zulassen, ebenso wie große klangliche Schönheit und Energie: „Ich stammle Noten, halte Pausen aus. Ich suche nach dem Verborgenen, dem Verlorenen. (…) Ich beginne immer wieder neu, wiederhole, versuche Töne zu finden, Linien zu ziehen, Zeichen zu setzen, Spuren zu legen. Mit zitternder Hand zeichne ich Musik in die Stille.“
Dialog ist für den Komponisten ein zentraler Begriff. Er sucht den Austausch und das Gespräch, sei es mit seinen Interpreten, Studierenden, Kollegen oder auch dem Publikum: „Ich bin überzeugt, dass das Publikum nicht bedient werden will und auch nicht bedient werden kann! Es möchte überrascht, konfrontiert und ernst genommen werden. Deshalb geht es in die Konzerte, um etwas zu erfahren, etwas zu erleben. Es möchte darauf reagieren, selbstbewusst und entscheidungsfreudig.“
Hechtle engagiert sich für den Freiraum, in dem Kunst stattfinden kann, einen Freiraum, der sich nicht von selbst erhält und zu schrumpfen droht, wenn man ihn nicht bewahrt: „Musik liefert sich aus und verausgabt sich in Hingabe, in einer erotischen Beziehung zur Welt, in einer umfassenden Form von Kommunikation. Ich bin zutiefst davon überzeugt, dass deshalb die Wehrhaftigkeit der Kunst in der Verteidigung ihrer Schwäche, in der Aufrechterhaltung ihrer Schutzlosigkeit, in der emphatischen Darstellung ihrer Angreifbarkeit liegt.“

## Autor
Sprache ist Hechtles zweites Medium. In zahlreichen Publikationen, Hörfunksendungen, Vorträgen und literarischen Texten bringt er mit Worten komplexe musikalische Zusammenhänge auf den Punkt. Als Freidenker provoziert er mit unangepassten Meinungen und Hypothesen, stellt überraschende Fragen und überlässt den Lesern und Zuhörern das Antworten.
Er wird immer wieder durch Literatur inspiriert, sein eigenes Schreiben bildet für ihn einen zentralen Bestandteil künstlerischer Arbeit und Ausdrucksform: „Im Schreiben kann ich verstehen, was ich in Musik nur spüre, im Schreiben kann ich spüren, was ich in Musik nur suche, im Schreiben kann ich nur ahnen, was Musik ermöglicht. Mein Schreiben ist Tor und Mauer, mein Schreiben fördert und verhindert, mein Schreiben schwindelt und offenbart. Mein Schreiben ist wie mein Komponieren. Mein Schreiben ist dennoch nicht vergleichbar mit meinem Komponieren.“

## Lehrer
Auch für den Lehrenden Hechtle steht Dialog an erster Stelle, denn „eigentlich kann man Komposition nicht lernen. Man kann aber die Studenten begleiten und das ist, glaube ich, das Wesentliche, was ein Kompositionslehrer macht. Der Kompositionslehrer ist ein Ansprechpartner, er ist derjenige oft, der die Sachen zum ersten Mal zu sehen bekommt und vielleicht die Ideen erstmal hört, die die Studenten haben, und dann entsteht ein Dialog. Und dieser Dialog ist im Grunde das Wesentliche des Kompositionsunterrichts.“
In seiner Klasse schafft er eine Atmosphäre der Offenheit, in der die Studentinnen und Studenten Neues erkunden und ihre Unsicherheiten und Fragen ausdrücken können. „Nur wem es gelingt, sich der eigenen Erfahrung auszusetzen, sie ernst zu nehmen, sie für voll zu nehmen, kann Identität bilden. Darauf kommt es in der Kunst an, auf Identitäten, auf Persönlichkeiten, die Verantwortung übernehmen, die ohne Verweise auskommen, ohne Absicherung, ja, ohne Tradition.“
Hechtle geht es um die Förderung unterschiedlichster Persönlichkeiten, ihre jeweils eigene Ästhetik und freie Entwicklung: „Ich plädiere für eine Pädagogik der Verantwortung, die ohne Drohgebärde und Schockeffekt agiert. Für eine Pädagogik, die die Schüler ermutigt, ihre eigene Phantasie ernst zu nehmen, ihren Ideen zu vertrauen und nicht zuvorderst die Kenntnis des Alten einfordert, um dann irgendwann einmal kreativ werden zu dürfen.“

## Kompositionen
- Klavierstück  (1991) für Klavier solo, Dauer: ~10', UA 30. Januar 1991, Schloss Gottesaue Karlsruhe (Daniel N. Seel)
- Bongonom (1991) für Ensemble, Dauer: ~8', UA 19. Juni 1991, Stephansaal Karlsruhe (Ensemble der Musikhochschule Karlsruhe, Leitung: Albert Julià)
- Und Ritardandi (1991) für Ensemble, Dauer: ~15', UA 25. Oktober 1991 (Ensemble der Musikhochschule Karlsruhe, Leitung: Zsolt Nagy)
- Sinn-Flut (1992) für Ensemble, Dauer: ~14', UA 18. Juni 1992, St. Bonifatius-Kirche, Karlsruhe (Ensemble der Musikhochschule Karlsruhe, Leitung: Zsolt Nagy)
- N.N., kleine Welten (1992) für Ensemble, Dauer: ~18', UA 11. Dezember 1992, Budapest/Ungarn (Ensemble Intermodulation Budapest, Leitung: Zsolt Nagy)
- Fresko. Eine Sehnsucht (1993) für vier Gitarren, Dauer: ~23', UA 13. Dezember 1993, Prag/Tschechien (Aleph Gitarrenquartett)
- Fresko. Eine Hinsicht (1995) für großes Ensemble und 12-stimmigen Solistenchor mit Live-Elektronik, Dauer: ~26', UA 17. Januar 1995, Schloss Gottesaue Karlsruhe (Ensemble für Neue Musik der Musikhochschule Karlsruhe, Leitung: Zsolt Nagy)
- von Herzen innig (1997) für drei Schlagzeuger, Dauer: ~38', UA 8. Juni 1997, Rote Fabrik Zürich/Schweiz (Jochen Ille, Nils Tannert, Donald Tulloch)
- Minotaurus-Studie (1997) für Ensemble, Dauer: ~11', UA 8. Oktober 1997, Deutsches Hygiene-Museum Dresden (Ensemble 13, Leitung: Manfred Reichert), Mitschnitt des mdr
- sfumato (1999) Musik-Film von Andreas Brehmer und Markus Hechtle, Dauer: ~26', UA der Live-Fassung 3. März 2002, Zürich/Schweiz (Aleph Gitarrenquartett)
- Klage (1999) für sieben Stimmen mit dem gleichnamigen Text von Jakob van Hoddis, Dauer: ~12', UA 19. November 1999, Sendesaal des SWR Stuttgart, Festival Metapher (Neue Vocalsolisten Stuttgart, Leitung: Manfred Schreier), Mitschnitt des SWR
- screen (2001) für Ensemble mit Verstärker, Dauer: ~15', UA 9. Februar 2001, Festival Présences, Radio France, Paris/Frankreich (Ensemble Modern, Leitung: Stefan Asbury), Mitschnitte von Radio France, hr, DeutschlandRadio Berlin, Schweizer Radio DRS 2
- Still (2003) für Sprecher und vier Männerstimmen mit Akkordeon zum Text Unendlichkeit von Giacomo Leopardi, Dauer: ~20', UA 10. Mai 2003, Wittener Tage für neue Kammermusik, Rudolf-Steiner-Schule Witten (André Wilms, Teodoro Anzellotti, Neue Vocalsolisten Stuttgart), Mitschnitt des WDR
- Umgang (2003) mit zwei Klavieren, Dauer: ~11', UA 12. Mai 2003 Staatsoper Stuttgart, Kammertheater, Konzertreihe „Dialoge“ (Klavierduo Friederike Haug / Jürgen Kruse), Mitschnitt des SWR
- Fragen Sie Nicht (2003), Musik zu einem Kurzfilm und einer interaktiven DVD von Andreas Brehmer und Sirko Knüpfer, Dauer: ~25' (Film) und 75' (längste Fassung der interaktiven DVD), Premiere des Kurzfilms am 7. November 2003 Kubus des ZKM | Zentrum für Kunst und Medientechnologie Karlsruhe
- Portrait, Erinnerung an einen fremden Traum (2004) für Klarinette, Violoncello und Akkordeon, Dauer: ~13‘, UA 6. Februar 2004 Theaterhaus Stuttgart, Festival ECLAT (Shizuyo Oka, Lucas Fels, Teodoro Anzellotti), Mitschnitt des SWR
- Sätze mit Pausen (2005) für Ensemble, Dauer: ~13' UA 30. April 2005 Hans Rosbaud-Studio des SWR Baden-Baden, Porträtkonzert Markus Hechtle (Mitglieder des SWR Sinfonieorchesters Baden-Baden und Freiburg), Mitschnitt des SWR
- Blinder Fleck (2005) für Ensemble, Dauer: ~07', UA 3. Juni 2005 Theaterhaus Stuttgart, SWR Konzertreihe „Attacca – Geistesgegenwart“, (NewEars.ensemble, Mitglieder des Radio-Sinfonieorchesters Stuttgart des SWR, Leitung: Jonathan Stockhammer), Mitschnitt des SWR
- Linie mit Schraffur (2006) für Gitarrenquartett und Klarinette, Dauer: ~11', UA 29. Juni 2007 Theaterhaus Stuttgart (Aleph Gitarrenquartett und Ernesto Molinari), Mitschnitt des SWR
- Vertigo – vor dem Fall (2007) für Ensemble, Dauer: ~13', UA 22. April 2007, Wittener Tage für neue Kammermusik, WDR (Ensemble Modern, Leitung: Lucas Vis), Mitschnitt des WDR
- Zurück (2007) für Klavier, Dauer: ~10', UA 3. Mai 2007, Kammerspiele München, im Rahmen der Verleihung des Ernst von Siemens Musikpreises 2007 (Seon-Kyung Kim), Mitschnitt des BR
- Leeres Viertel (2009) für Ensemble, Dauer: ~26', UA am 27. Mai 2009, Konzerthaus Berlin, (Ensemble Modern, Leitung: Franck Ollu) Mitschnitt des rbb und des hr
- Szene mit Dunkel (2010) für Orchester, Dauer: ~11', UA 14. Februar 2010, Theaterhaus Stuttgart, Festival ECLAT, (Radio-Sinfonieorchester Stuttgart des SWR, Leitung: Jean Deroyer), Mitschnitt des SWR
- Fenster zur See (2011) für Claves und Orchester, Dauer: ~14', UA 11. November 2011 Neunkirchen, Gymnasium am Krebsberg (Arbeitsgemeinschaft Neue Musik Leininger-Gymnasium Grünstadt, Schlagzeugensemble Landesmusikgymnasium Montabaur, Deutsche Radio Philharmonie Saarbrücken Kaiserslautern, Leitung: Roland Böer), Mitschnitt des SR
- Kleines Licht (2012) für Ensemble ohne Dirigent, Dauer: ~10', UA 16. März 2012, Lichthof der Hochschule für Gestaltung Karlsruhe (HFG), (Ensemble TEMA und Studierende der Hochschule für Musik Karlsruhe, Einstudierung: Gérard Buquet), Mitschnitt von Deutschlandradio Kultur
- Brief ohne Worte (2012) für Ensemble, In Erinnerung an Changwon Park (1967–2011), Dauer: ~06', UA 14. November 2012, Seoul Arts Center, Seoul/Korea (Ensemble SORI/Seoul)
- Minotaurus (2012) für Sprecher und Ensemble, mit dem gleichnamigen Text von Friedrich Dürrenmatt, Dauer: ~75', UA 8. Februar 2013, Festival ECLAT, Theaterhaus Stuttgart (Nicola Gründel, Ensemble Modern, Leitung: Clemens Heil), Mitschnitt des SWR
- Wortlose Rückkehr (2013) Acht Szenen für Ensemble, Dauer: ~23', UA 23. November 2013, Festival cresc., Staatstheater Darmstadt (Ensemble Modern, Leitung: Brad Lubman), Mitschnitt des hr
- Fresko. Eine Zuflucht  (2015) für Orchester, Dauer: ~17', UA 10. Januar 2016, Bundeskunsthalle Bonn (Bundesjugendorchester, Leitung: Hermann Bäumer), Mitschnitte: RAI, BR0
- Lichtung (2017) für Orchester, Dauer: ~16', UA 19. Januar 2018, Herkulessaal München (Symphonieorchester des Bayerischen Rundfunks, Leitung: Ilan Volkov), Mitschnitt des BR
- Stille Post (2020) für Ensemble, Dauer: ~40', UA 9. Dezember 2020, Alte Oper Frankfurt (Ensemble Modern, Leitung: Ingo Metzmacher), Mitschnitt des hr
- Innere Stimme empfahl: Nach Serie vorgetäuschter Missgeschicke kurzer Aktionsdrang mit anhängender Oktavschleppe vor verdoppelter Umarmungsgeste (2021) für Ensemble, Dauer: ~30', UA 22. April 2022, Hochschule für Musik Karlsruhe (Ensemble für Neue Musik, Leitung: Susanne Blumenthal), Mitschnitt des SWR
- Still also wieder (2023) für Bariton und Klavier, mit einem Text von Giacomo Leopardi, Dauer: ~09', UA 8. Juli 2023 bei der Kissinger Liederwerkstatt, Rossini-Saal Bad Kissingen (Dietrich Henschel, Bariton und Jan Philip Schulze, Klavier)
- Souvenir (2023) für Gitarrenquartett. Dem Aleph Gitarrenquartett zum Dreißigsten, Dauer: ~60', UA 12. Oktober 2023, Hochschule für Musik Karlsruhe im Rahmen des Eröffnungskonzerts des Festivals ZeitGenuss (Aleph Gitarrenquartett), Mitschnitt des Deutschlandfunks

## Texte
- 198 Fenster zu einer imaginierten Welt. Versuch über die elementare Arbeit von Mathias Spahlinger in seinem Orchesterstück passage/paysage, Buchpublikation mit CD, Pfau-Verlag, Saarbrücken 2005
- Komponieren nach Rihm und Spahlinger, MusikTexte 110, 2006 und Orientierungen, Veröffentlichung des Instituts für Neue Musik und Musikerziehung, Darmstadt, Band 47, Schott-Verlag 2007
- Kunst braucht Kritik, Neue Musikzeitung (nmz), Dezember 2007
- Fauler Apfel, falscher Bart oder Philosophie als Krankheit zur Kunst?, in Hören & Denken, Edition Neue Zeitschrift für Musik, Schott-Verlag 2011
- Mein Schreiben als Tor, in Berührungen, Veröffentlichung des Instituts für Neue Musik und Musikerziehung Darmstadt, Band 52, Schott-Verlag 2012
- Ich hab ja keine Ahnung, aber...! , Neue Zeitschrift für Musik 3/2011, Schott-Verlag und Populär vs. elitär, Edition Neue Zeitschrift für Musik, Schott-Verlag 2013
- Erlösung von Kunst, Beitrag zur Konzeptualismus-Debatte, MusikTexte 145, 2015
- Aushalten von Zeit und Durchzittern von Zeit... wie der Tag vergeht, melos online 01/2008, Schott-Music und MusikTexte 134, 2012, sowie ausschnittsweise im Programmheft der Wittener Tage für neue Kammermusik 2007, WDR Köln und in Kammermusik der Gegenwart, Wolke-Verlag 2018
- Memoiren – Aufzeichnungen eines Live-Samplers, über Heiner Goebbels, MusikTexte 156, 2018
- Vom Furor des Verschwindens, MusikTexte 170, 2021
- Silence to be beaten – Von der Tugend des Sagens. Wolfgang Rihm zum Siebzigsten, Neue Musikzeitung (nmz), März 2022

## Auszeichnungen
- 1995 Stipendium der Heinrich-Strobel-Stiftung des Südwestfunks
- 1998 Stipendium der Kunststiftung Baden-Württemberg
- 2002 Förderungspreis Musik der Akademie der Künste (Berlin)
- 2003 Förderpreis der Internationalen Bodenseekonferenz
- 2007 Förderpreis der Ernst von Siemens Stiftung

## Hörbeispiele
- Markus Hechtle: Fenster zur See für Claves und Orchester (2011), Badisches Staatstheater Karlsruhe 2012. Aufzeichnung, veröffentlicht am 21. April 2012 https://www.youtube.com/watch?v=9384XnDI9ps
- Markus Hechtle: Kleines Licht für Ensemble ohne Dirigent (2012), Ensemble TEMA und Studierende der Hochschule für Musik Karlsruhe, Mitschnitt Deutschlandradio Kultur https://www.markushechtle.com/kleines-licht
- Markus Hechtle: Sinn-Flut für 9 Instrumente (1992), Contemporary Music Ensemble SORI, Changwon Park, conductor, LG Arts Center 2007. Aufzeichnung, veröffentlicht am 24. Juni 2016 https://www.youtube.com/watch?v=fYh1a-E0IEQ
- Markus Hechtle: Linie mit Schraffur für Gitarrenquartett und Klarinette (2006). Aleph Gitarrenquartett, Miquel Àngel Marín, Klarinette, Teatro Metropol, Tarragona 2008. Aufzeichnung, veröffentlicht am 3. Oktober 2018 https://www.youtube.com/watch?v=K51REa0FFxo